# Orotato de litio

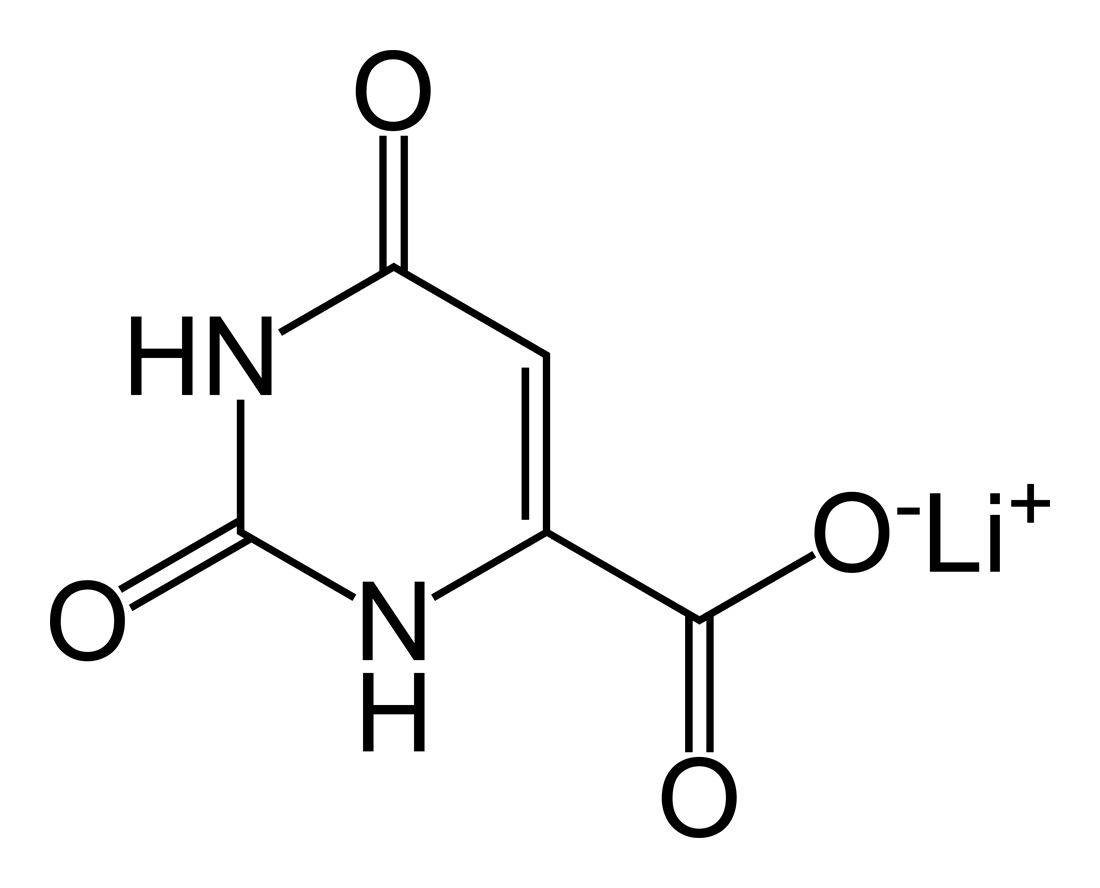

El orotato de litio es una sal de ácido orótico y litio. 
No confundir con el carbonato de litio que sí es estabilizador de ánimo.

## Utilidades
El litio se puede utilizar para ayudar a tratar trastornos maniaco depresivos. 
Personas con depresión leve a moderada se pueden beneficiar con el uso de estos suplementos de litio.
El litio también tiene efecto antiviral, especialmente contra el virus herpes simple y mejora la resistencia a la insulina, ya que controla el metabolismo de la glucosa.
- Datos: Q6647963
- Multimedia: Lithium orotate / Q6647963